# Qian Xuesen
Qian Xuesen, o Hsue-Shen Tsien (chino: 钱学森; Shanghái; 11 de diciembre de 1911-Pekín; 31 de octubre de 2009), fue un matemático, cibernético, ingeniero aeroespacial y físico chino que realizó importantes contribuciones al campo de la aerodinámica y estableció la cibernética de la ingeniería. Reclutado del MIT, se incorporó al grupo de Theodore von Kármán en el Caltech.
Durante el Segundo Miedo Rojo, en la década de 1950, el gobierno federal estadounidense le acusó de simpatías comunistas. En 1950, a pesar de las protestas de sus colegas, se le retiró la autorización de seguridad. Decidió volver a China, pero fue detenido en Isla Terminal, cerca de Los Ángeles.
Tras pasar cinco años en arresto domiciliario, fue liberado en 1955 a cambio de la repatriación de los pilotos estadounidenses capturados durante la guerra de Corea. Abandonó Estados Unidos en septiembre de 1955 en el transatlántico de American President Lines SS President Cleveland, llegando a China vía Hong Kong.
A su regreso, ayudó a dirigir el desarrollo del misil balístico Dongfeng y el programa espacial chino. Por sus contribuciones, llegó a ser conocido como el "Padre de la cohetería china", apodado el "Rey de la cohetería". Se le reconoce como uno de los padres fundadores de Dos bombas, un satélite.
En 1957, Qian fue elegido académico de la Academia China de Ciencias. Fue vicepresidente del Comité Nacional de la Conferencia Consultiva Política del Pueblo Chino de 1987 a 1998.
Era primo del ingeniero mecánico Hsue-Chu Tsien, que participó en las industrias aeroespaciales de China y Estados Unidos; su sobrino es Roger Y. Tsien, ganador del Premio Nobel de Química en 2008.